# Prva hrvatska liga u bejzbolu 2001.
Prvenstvo Hrvatske u bejzbolu 2001. godine.

## Natjecateljski sustav
Igralo se po liga- i po kup-sustavu. Prvi dio natjecanja se igrao ligaški.
Prve dvije su doigravale za prvaka, a igralo se na četiri pobjede. 

## Sudionici
Sudionici su bili: splitska Nada, karlovački Kelteks, zagrebački Zagreb...[dopuniti]

## Doigravanje za 3. mjesto
- 1. susret

- 2. susret

- 3. susret

- 4. susret

## Doigravanje za prvaka
- 1. susret

- 2. susret

- 3. susret

- 4. susret

Zagreb je pobijedio karlovački Kelteks ukupnim omjerom 4:1 u pobjedama.
Hrvatski prvak je Zagreb.